# Phyllanthus ericoides
Phyllanthus ericoides är en emblikaväxtart som beskrevs av John Torrey. Phyllanthus ericoides ingår i släktet Phyllanthus och familjen emblikaväxter. Inga underarter finns listade i Catalogue of Life.